# Thyridiphora calidella
Thyridiphora calidella är en fjärilsart som beskrevs av Legrand 1965. Thyridiphora calidella ingår i släktet Thyridiphora och familjen Crambidae. Inga underarter finns listade i Catalogue of Life.